# Sümbüllü, Hendek
Sümbüllü là một xã thuộc quận Hendek, tỉnh Sakarya, Thổ Nhĩ Kỳ. Dân số thời điểm năm 2008 là 460 người.